# Nikephoros Tur
Nikephoros Tur (ukrainisch Никифор Тур Nykyfor Tur; gest. 1599 oder später, Polen-Litauen) war Archimandrit des Kiewer Höhlenklosters (1593–1599).

## Leben
Er stammte aus einer adligen Familie. 1593 wurde er Archimandrit des Kiewer Höhlenklosters.
1596 war Nikephoros einer der aktivsten Gegner der Brester Union, die die orthodoxe Kirche in Polen-Litauen der römisch-katholischen Kirche unterstellte. 1597 wehrte er mit seinen Mönchen und Klosterbauern eine angeordnete Übernahme des Klosters durch die unierte Kirche ab und erhielt es als orthodoxes Kloster.
Im September 1599 wurde sein Nachfolger eingesetzt. Sein Todesdatum ist unbekannt.